# جوزيف كروكسكو
جوزيف كروكسكو مواليد 20 أبريل 1968 في أوجهورود، الاتحاد السوفيتي، هو لاعب كرة مضرب مجري سابق وكان يلعب باليد اليمنى. أعلى تصنيف له في الفردي كان المركز الـ 129 في سنة 1997.

## روابط خارجية
- جوزيف كروكسكو على موقع رابطة محترفي التنس (الإنجليزية)
- جوزيف كروكسكو على موقع الاتحاد الدولي لكرة المضرب (الإنجليزية)
- جوزيف كروكسكو على موقع كأس ديفيز (الإنجليزية)
- جوزيف كروكسكو على موقع خلاصة التنس.كوم (الإنجليزية)